# Route nationale 21 (Madagascar)
Pour les articles homonymes, voir Route nationale 21.
La route nationale 21 (N 21) est une route nationale s'étendant du Sud au nord de l' Île Sainte-Marie à Madagascar.

## Description
La route nationale 21 parcourt 51 km sur l'Île Sainte-Marie dans la région de Analanjirofo.
Elle part de l'aérodrome de Sainte-Marie au sud de l'île et se dirige vers le nord, traverse Ambodifotatra et rejoint le nord de l'ile en longeant sa côte ouest.

## Parcours
- aérodrome de Sainte-Marie
- Ambodifotatra
- Atsinanantsara